# Michelle Larcher de Brito
Michelle Larcher de Brito (Lissabon, 29 januari 1993) is een voormalig tennisspeelster uit Portugal. Larcher de Brito begon met tennis toen zij vier jaar oud was. Op haar negende verhuisde zij met haar familie naar de Verenigde Staten, waar zij aan de Nick Bollettieri Tennis Academy trainde. Haar favoriete ondergrond is hardcourt. Zij speelt rechtshandig en heeft een tweehandige backhand. Zij werd gecoacht door haar vader.

## Loopbaan
Bij de junioren werd zij in 2005 op twaalfjarige leeftijd de jongste speelster ooit die de onder-16 titel won op het gerenommeerde Eddie Herr International Junior Championship dat als eindejaarskampioenschap van de USTA wordt georganiseerd in Bradenton (Florida). In 2007 won zij als veertienjarige de onder-18 titel van de Orange Bowl – daarmee was zij na Nicole Vaidišová de één na jongste.
Larcher de Brito was actief in het internationale volwassenentennis van 2007 tot en met 2018, bijna uitsluitend in het enkelspel.
Vlak na haar internationale debuut in 2007, op het ITF-toernooi van Midland, nam zij al deel aan een WTA Tier I-toernooi, in Miami – in haar openingspartij versloeg zij de Amerikaanse Meghann Shaughnessy. Een jaar later bereikte zij daar zelfs de derde ronde, evenals op het WTA-toernooi van Montréal.
Larcher de Brito stond in het begin van haar loopbaan in het tenniscircuit vooral bekend als megakrijser of megaschreeuwer. Op Roland Garros 2009 werd zij er eventjes wereldberoemd mee. Het opvallende feit is niet zozeer dat haar stem zo luid is (gemeten in decibel), want dat record heeft Maria Sjarapova met 101 db, maar dat er een toonhoogtevariatie in zit.
In 2009 kwalificeerde zij zich voor het eerst voor een grandslamtoernooi, op Roland Garros – zij bereikte er meteen de derde ronde.
In de periode 2009–2017 maakte Larcher de Brito jaarlijks deel uit van het Portugese Fed Cup-team – zij vergaarde daar een winst/verlies-balans van 25–23.
Haar beste resultaat op de grandslamtoernooien is het bereiken van de derde ronde. Haar hoogste notering op de WTA-ranglijst is de 76e plaats, die zij bereikte in juli 2009.

## Posities op deWTA-ranglijst
Positie per einde seizoen:
| jaar | rang enkelspel | rang dubbelspel |
| ---- | -------------- | --------------- |
| 2007 | 312            | –               |
| 2008 | 124            | –               |
| 2009 | 116            | –               |
| 2010 | 205            | –               |
| 2011 | 173            | –               |
| 2012 | 116            | –               |
| 2013 | 109            | –               |
| 2014 | 127            | –               |
| 2015 | 217            | –               |
| 2016 | 233            | –               |
| 2017 | 346            | –               |

## Resultaten grandslamtoernooien
| Legenda | Legenda                          |
| ------- | -------------------------------- |
| g.t.    | geen toernooi gehouden           |
| l.c.    | lagere categorie                 |
| –       | niet deelgenomen                 |
| G       | uitgeschakeld in de groepsfase   |
| 1R      | uitgeschakeld in de eerste ronde |
| 2R      | uitgeschakeld in de tweede ronde |
| 3R      | uitgeschakeld in de derde ronde  |
| 4R      | uitgeschakeld in de vierde ronde |
| KF      | uitgeschakeld in de kwartfinale  |
| HF      | uitgeschakeld in de halve finale |
| F       | de finale verloren               |
| W       | het toernooi gewonnen            |
| w-v     | winst/verlies-balans             |

### Enkelspel
| toernooi        | 2009 | 2010 |    | 2013 | 2014 |
| --------------- | ---- | ---- | -- | ---- | ---- |
| Australian Open | –    | –    | 1R | –    |      |
| Roland Garros   | 3R   | –    | –  | 1R   |      |
| Wimbledon       | 2R   | 1R   | 3R | 3R   |      |
| US Open         | 2R   | 1R   | 2R | –    |      |